# Karácsonyi puding
A karácsonyi puding (Christmas pudding) hagyományos angol karácsonyi desszert, melyet december 25-én fogyasztanak. A középkor óta az angol karácsonyi hagyományok fontos eleme. Egyik összetevője alapján mazsolapudingnak is gyakran hívják.
Az angol pudding szó tágabb jelentést fed le, mint a magyar puding, nemcsak édes, hanem sós, húsos ételek, illetve lisztes, tészta jellegű ételek is beletartoznak. Az angol plum szó régen mazsolát jelentett.

## Alapjai
Számos családnak saját régi, nemzedékek által féltve őrzött receptje van a pudinghoz. Összetevői közt főleg olyanok szerepelnek, amelyek régen luxuscikknek minősültek, főként a fűszerek, melynek az étel gazdag aromáját köszönheti. A legtöbb receptben szereplő barna cukornak és melasznak, illetve a hosszú főzési időnek köszönhetően a kész puding nagyon sötét színű, szinte fekete. Hogy ne legyen túl száraz, kerülhet bele citrusgyümölcsök leve, illetve brandy és más alkohol is (egyes receptekben barna sörfélék szerepelnek).

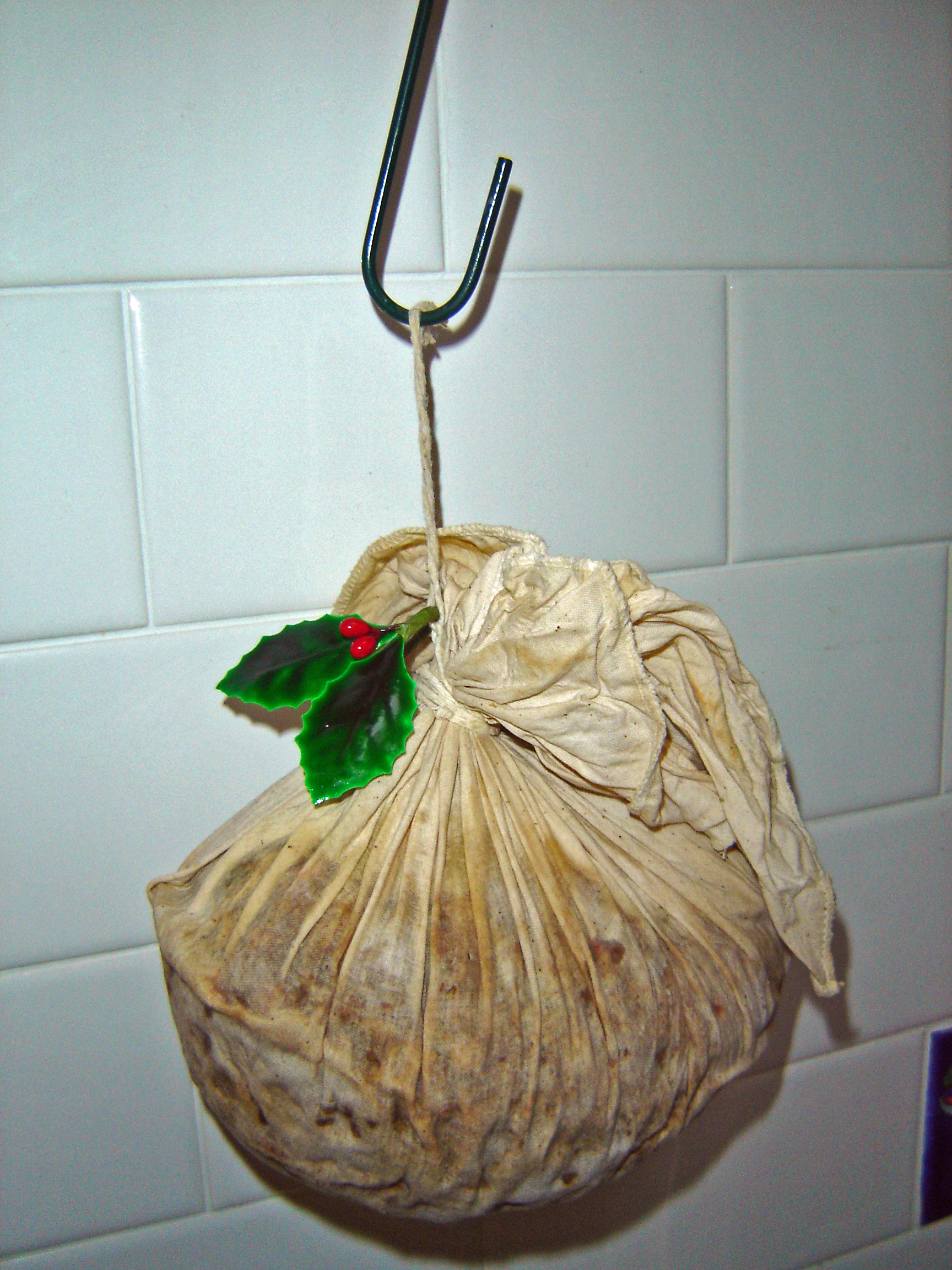
A pudingot gyakran hetekig szárítják felakasztva, hogy íze megérjen. Ezt a pudingot hagyományos módon, textilben főzték, nem edényben.

A 19. század előtt a pudingot textilben főzték, ennek köszönhető ábrázolásain gyakran kerek formája. A viktoriánus korban tésztáját gyakran gőz fölött sütötték, majd kicsomagolták a textilből, tányérra tették és magyallal díszítették. A pudingot gyakran órákon át főzik (modern kuktákban rövidebb idő is elég), felszolgálás előtt pedig újra felmelegítik, és leöntik brandyvel, amit aztán meggyújtanak. Gyakran jár mellé vajból, cukorból és alkoholos italból készült sodó, tejszín, citromos krém vagy édesített besamelmártás. Néha kristálycukorral szórják meg, ami a háromszögletűre vágott szeleteken havas háztetőre vagy hegytetőre emlékeztet.

## Története
A mazsolapuding és a karácsony kapcsolata a középkori Angliába nyúlik vissza. Fennmaradt a római katolikus egyház dekrétuma, mely szerint „a pudingot a Szentháromság ünnepe utáni 25. vasárnap kell készíteni, 13 összetevőből kell állnia, amelyek Krisztust és a 12 apostolt jelképezik, és minden családtagnak meg kell kevernie keletről nyugat felé a napkeleti bölcsek utazásának tiszteletére”.
Receptjei főként a 17. században kezdenek megjelenni. Elődei közé tartozhatnak az 1420-as években több forrásban is említett ételek, például a Harley-gyűjtemény 279-es kódexében szereplő pudingok, főzött krémek és mártogatós szószok. A korai mazsolapuding-receptekben az ezekben a receptekben leírt számos összetevő és készítési módszer felbukkan. A ma ismert mazsolapuding ezen receptek bármelyikéből eredhet. Egyes korai sütemények, például a 279-es kódexben szereplőek, csak abban tértek el a mai karácsonyi pudingtól, hogy tésztába volt sütve a krém, nem liszt tartotta össze. A malaches whyte néven említett süteménynek tojásból, kenyérmorzsából és vajból készített tölteléke volt, mazsola nélkül. A mazsolapuding receptje ezek bármelyikéből vagy ezek kombinációjából eredhetett, végleges formáját a viktoriánus korban érte el.
A puding a középkorban eredetileg nem desszert volt, hanem az ételtartósítás egy eszköze. Mivel kevés volt a takarmány, ősszel az élőállatok nagy részét levágták, a húst pedig, hogy ne romoljon meg, tésztába sütötték, tartósítószerként szolgáló szárított gyümölcsökkel. Az így készült pástétomokkal rengeteg embert el lehetett látni étellel, amire különösen az ünnepek alatt volt szükség. A modern karácsonyi puding fő őse azonban valószínűleg a pottage néven ismert sűrű leves vagy főzelék, ami húsból és zöldségekből készült, és már a rómaiak idején ismert volt. Ennek összetevőit hosszú ideig főzték nagy kondérban, szárított gyümölcsökkel, cukorral és fűszerekkel. A 15. században a mazsolás pottage hús, zöldségek és gyümölcsök leveses keveréke volt, amit az étkezés elején szolgáltak fel.
1714-ben I. György király első, Angliában töltött karácsonyán kérte, hogy pudingot is szolgáljanak fel. Emiatt „pudingkirálynak” is nevezték. 1740-ben megjelent egy recept a Karácsonyi szórakozás című könyvben. Ahogy a 18. században fejlettebbé váltak a hús tartósításának módszerei, a pástétomok és mazsolás pottage-ok egyre inkább édes, nem sós változatban készültek, utóbbit egyre gyakrabban pudingként emlegették. Bár mindig ünnepi ételnek számított, eredetileg nem a karácsonyhoz, hanem az aratáshoz kötődött; csak az 1830-as években vált egyre inkább karácsonyi étellé, ekkor alakult ki mai formája, a lisztből, gyümölcsökből, cukorból és fűszerekből készült, fagyönggyel díszített kerek sütemény. 1747-ben Hannah Glasse londoni szakácskönyvíró már karácsonyi ételnek nevezi, de karácsonyi pudingként először Eliza Acton East Sussex-i szakács említette szakácskönyvében.

## A pudinghoz kötődő hagyományok
A pudingot hagyományosan az advent első vasárnapját megelőző vasárnapon készítették, azaz 4-5 héttel karácsony előtt. A 16. század óta használatos anglikán imakönyvben ez a rövid ima szerepel erre a napra: „Kavard fel, könyörgünk, Uram, a hívők akaratát, hogy számos jó cselekedetükért bőségesen megjutalmazhasd őket Jézus Krisztuson, a mi Urunkon keresztül. Ámen.” Ezt a napot „kavarás-vasárnapnak” is nevezték. A hagyomány szerint a család minden tagjának, de legalábbis minden gyereknek meg kellett kavarnia a tésztát, és közben kívánnia valamit.
Hagyomány volt az is, hogy a tésztába kis ezüst pénzérméket helyeztek, melyeket megtarthatott az, aki megtalálta. Többnyire három- vagy hat pennys érme volt. Az érme gazdagságot hozott az eljövendő évben. Bár közismert volt, hogy a pudingban érme lehet, sokan kitörték benne a fogukat, az is előfordult, hogy lenyelték az érmét. A hagyomány az ezüstpennyk eltűnésével visszaszorult, mivel más érmékről úgy tartották, tönkreteheti a süteményt, és féltek attól is, hogy fulladást okozhatnak. Egy időben más jelképeket is belesütöttek, például szerencsehozó csontocskát, ezüstgyűszűt (a takarékosság jelképe) vagy kis horgonyt (a biztonság szimbóluma).
Az edényből a tálcára fordított, fagyöngyágacskával díszített, brandyvel leöntött és meggyújtott pudingot hagyományosan tapssal köszöntik az asztalnál. Charles Dickens Karácsonyi énekének (1843) egy jelenetében is szerepel ez.
Cratchitné egyedül távozott a szobából – sokkal idegesebb volt, semhogy tanúk jelenlétét is el tudta volna viselni –, hogy kiborítsa és behozza a pudingot. (…) Hahó! Hatalmas gőzfelhő. A puding ki van borítva a rézüstből. Olyan szag érzik, mint nagymosáskor. Ezt a kendő okozza. Aztán olyan szag, mintha vendéglő meg cukrászda volna egymás mellett, és egy mosóintézet a közelükben! Ez már maga a puding. Fél perc múlva belépett Cratchitné – kipirulva, de büszke mosolygással –, és hozta a pudingot, amely olyan volt, mint egy pettyes ágyúgolyó, éppen olyan kemény és szilárd, egy nyolcad icce égő pálinkában lobogva, és tetejébe szúrt karácsonyi magyalfa-ággal fölékesítve.

(Charles Dickens: Karácsonyi ének. Fordította Benedek Marcell.)
A nagyobb hatás érdekében gyakran lekapcsolják a világítást, mikor a lilás lángok fénykörébe vont puding megérkezik a szobába.

## Karácsony után
Mivel a puding nagyon tartós étel, sok családnál szokás, hogy többet készítenek karácsonyra, és egyet az ünnep után is megőriznek, egy későbbi ünnepre (gyakran húsvétra) vagy akár következő karácsonyra.

## Külső hivatkozások
- Karácsonyi puding receptje (magyarul)
- Karácsonyi puding készítése fényképekkel (angolul)
- Délkelet-angliai recept (Mrs. Beeton receptje) (angolul)
- Top 10 karácsonyipuding-recept (angolul)
- Egy családi pudingrecept (angolul)